# Sven Karič
Sven Karič (Maribor, 7 de marzo de 1998) es un futbolista esloveno que juega en la demarcación de defensa para el F. C. Pari Nizhniy Novgorod de la Liga Premier de Rusia.

## Selección nacional
Tras jugar en las categorías inferiores de la selección, finalmente hizo su debut con la selección absoluta de Eslovenia el 4 de junio de 2021 contra Gibraltar en un partido amistoso que finalizó con un resultado de 6-0 a favor del combinado esloveno tras los goles de Jan Mlakar, Jon Gorenc Stanković, un doblete de Andraž Šporar y otro de Josip Iličić.

## Clubes
| Club                          | País       | Año       | Partidos | Goles |
| ----------------------------- | ---------- | --------- | -------- | ----- |
| Braintree Town F. C. (cedido) | Inglaterra | 2019      | 6        | 0     |
| NK Domžale                    | Eslovenia  | 2019-2022 | 101      | 8     |
| NK Maribor                    | Eslovenia  | 2022-2024 | 84       | 4     |
| F. C. Pari Nizhniy Novgorod   | Rusia      | 2024-     | 25       | 2     |